# Chliaria kina
Chliaria kina är en fjärilsart som beskrevs av William Chapman Hewitson 1869. Chliaria kina ingår i släktet Chliaria och familjen juvelvingar. Inga underarter finns listade i Catalogue of Life.